# IC 1804/2
IC 1804/2 је елиптична галаксија у сазвијежђу Ован која се налази на листи објеката дубоког неба у Индекс каталогу.
Деклинација објекта је + 23° 6' 31" а ректасцензија 2h 29m 49,9s. Привидна величина (магнитуда) објекта IC 1804 износи 14,7 а фотографска магнитуда 15,7. IC 18042 је још познат и под ознакама MCG 4-6-58, PGC 9507.